# Антті Руусканен
Антті Руусканен  (фін. Antti Ruuskanen, 21 лютого 1984) — фінський легкоатлет, що спеціалізується в метанні списа, олімпійський медаліст, переможець та призер чемпіонатів Європи.
Особистий рекорд — 88 м 98 см.

## Кар'єра
Він виграв бронзову медаль на Чемпіонаті Європи серед юніорів 2003 року та срібну медаль на Чемпіонаті Європи U23 2005 року. А також був шостим на Чемпіонаті світу 2009 року в Берліні.
Атлет посів третє місце на Олімпійських іграх у Лондоні 2012, але після того, як Олександра П'ятницю дискваліфікували через те, що він провалив допінг-тест, Руусканен перемістився на друге місце. Він отримав свою срібну медаль у лютому 2017 року під час спеціальної церемонії на Чемпіонаті світу з лижного спорту 2017 року в Лахті від президента МОК Томаса Баха.
У 2013 році Антті посів п'яте місце на Чемпіонаті світу в Москві.
А у 2014 році він виграв золоту медаль на чемпіонаті Європи з відміткою 88,01 м, здолавши Вітеслава Веселого (84,79 м) і Теро Піткамякі (84,40 м).
У 2016 році став бронзовим призером Європи. Антті Руусканен виступав за Фінляндію на Літніх Олімпійських іграх 2016 року, де посів 6-е місце, кинувши на 83,05 метри. Він був прапороносцем Фінляндії під час церемонії закриття.
І ще Руусканен був заміною для Фінляндії на літніх Олімпійських іграх 2020 року.

## Виступи на Олімпіадах
| Олімпіада   | Дисципліна    | Місце |
| ----------- | ------------- | ----- |
| Лондон 2012 | метання списа | 3     |
| Ріо 2016    | метання списа | 6     |